# 싸이토젠
싸이토젠(Cytogen Inc.)은 대한민국의 순환종양세포 기반 액체생검 기업이다. 본사는 서울시 송파구 법원로 128에 위치해 있으며 대표이사는 전병희, 안지훈이다.

## 상장
2018년 11월 22일에 주관사를 키움증권으로 공모가 17,000원에 코스닥 시장에 상장하였다.

## 참고문헌
1. ↑  싸이토젠, ‘美 웨일 코넬 의대’에 액체생검 플랫폼 공급, 메디포뉴스, 2023년 12월 5일
2. ↑  싸이토젠, 일본 액체생검 시장 진출 … 연내 현지법인 설립, 팜뉴스, 2023년 11월 10일
3. ↑  신창민, 싸이토젠, ‘액체생검’ 日 현지법인 “연내 설립 예정”, 바이오스펙테이터, 2023년 11월 10일